# Txus Jaio
Txus Jaio Arrizabalaga, también conocido como Txus Jaio, nació en Marquina-Xemein (Vizcaya) el 12 de junio de 1975. Se inició en el automovilismo, en la disciplina más económica, en las divisiones inferiores del Autokross del País Vasco pilotando un Peugeot 205 Rallye. Fue campeón de España de rally de tierra en 2002 y 2003 con un Ford Focus WRC.

## Trayectoria
Fue en 1995 cuando comenzó a pilotar en competiciones automovilísticas con un Ford Escort. En 1997, participó en las pruebas para el Carlos Sainz Junior Team que había convocado el propio Carlos Sainz. En ellas se seleccionaron a cuatro pilotos, entre los que estaba Jaio, para pilotar el Seat Ibiza Cupra en pruebas nacionales de asfalto y de tierra. Txus Jaio no había salido del País Vasco hasta entonces, y fue seleccionado junto a Oscar Fuertes, Fernando Medina y Esteban Vallín.
En 1999, participó en el Rally de Portugal y el Rally Cataluña. Eso hizo que llamase la atención de Carlos Sainz para futuros proyectos internacionales en el WRC. En el año 2000 compitió a bordo del Ford Escort WRC de Carlos Sainz. No tuvo suerte y Carlos Solé fue quien ganó el Campeonato Nacional de Tierra.
En los años 2001, 2002 y 2003, Txus Jaio seguiría en el WRC con distintos automóviles y en diferentes lugares como el Ford Focus WRC y el RAC Rally de Gran Bretaña.
En los años posteriores, Ford dejaría el programa deportivo, por lo que Txus Jaio bajó de nivel y con la ayuda de la Diputación Foral de Vizcaya, compitió en el Campeonato de Tierra en el año 2004 a bordo del Mitsubishi Lancer Evo VII de CALM.
En 2008, pilotó un Seat Leon Supercopa en el Certamen de Resistencia y un Ferrari 360 Modena en el Campeonato de España de Rally de Asfalto.
Algún año más tarde, Txus Jaio vio que no podía seguir en esa trayectoria y decidió volver a los campeonatos vascos de rallyes con un 325 de BMW en los que sería uno de los pilotos más aclamados por el público. 

## Palmarés
- 1996: Quinto clasificado en el Campeonato de Euskadi de Autocross, División 1.
- 1997: Campeón del País Vasco de Montaña y subcampeón de rallies en Grupo N. Campeón de Euskadi de rallies en categoría Junior.
- 1998: Piloto oficial del Fortuna Carlos Sainz Junior Team.
- 1999: Piloto oficial del Fortuna Carlos Sainz Junior Team. Primero en dos ruedas motrices en los rallies de tierra de Guernica y Luno y Requena. Finalista en el I Master Nacional de la Carrera de Campeones.
- 2000: Piloto oficial del Fortuna Carlos Sainz Junior Team By Ford. Primer clasificado en los rallies de tierra del Alto Guadiato, Pamplona y segundo en el rally de tierra de Zaragoza. Tercer puesto en el Campeonato Nacional de Rallies de Tierra.[3]
- 2001: Piloto oficial del Carlos Sainz Junior Team by Ford. Tercer clasificado en el Rally de Tierra Salón de Vigo. Primer clasificado en el Rally de Tierra Ciudad de Murcia. Cuarto puesto en el Campeonato de Tierra.[4]

- 2002: Piloto oficial del Ford Junior Team. Primer clasificado en los rallies de tierra de La Rioja, Madrid, Cantabria, Teruel y Cangas del Narcea (Asturias). Primer puesto en el Campeonato de Tierra.[5]